# Chalcuchimac
 (novembre 2020).
Si vous disposez d'ouvrages ou d'articles de référence ou si vous connaissez des sites web de qualité traitant du thème abordé ici, merci de compléter l'article en donnant les références utiles à sa vérifiabilité et en les liant à la section « Notes et références ».
 (novembre 2020).
Le contenu est difficilement compréhensible vu les erreurs de traduction, qui sont peut-être dues à l'utilisation d'un logiciel de traduction automatique.
Chalcuchimac (Calicuchima, Challcuchima, Challcochima ou encore Chalkuchimac), né probablement à Quito et mort à Jaquijahuana le 13 novembre 1533, est un général inca. Il sert d'abord Huayna Capac. À la mort de celui-ci, en 1528, Chalcuchimac devient l'un des trois généraux de son fils Atahualpa et prend part à la guerre de succession entre Atahualpa et son frère Huascar. En novembre 1532, Quizquiz et lui anéantissent, à la bataille de Quipaipan, les immenses troupes de Huascar, faisant de Atahualpa le dernier empereur inca car Quizquiz avait capturé lui-même Huascar. En effet, dès le 16 novembre, le conquistador Pizarre prend Cajamarca et capture l'Inca Atahualpa. Chalcuchimac est supplicié par les Espagnols dans l'espoir vain qu'il révèle l'emplacement de supposés trésors cachés. Selon les sources[Qui ?], il est ensuite soit immédiatement exécuté par les Espagnols sur la place de Jaquijahuana, soit libéré pour vivre jusqu'à la fin de sa vie sous l'occupation espagnole.
On dit[Qui ?] que parmi les trois généraux inca (Quizquiz, Chalcuchimac, Ruminahui) Chalcuchimac aurait été le plus politisé.

## Captivité
Hernando de Soto lui envoya un message pour que Chalcuchimac le rejoigne à Cajamarca, afin de rendre visite à Atahualpa, alors que celui-ci est prisonnier à Cajarmaca. Ignorant les mauvaises intentions d'Hernando de Soto, il prit son escorte et partit pour Cajamarca. Une fois là-bas, les Espagnols le capturèrent. Refusant de donner l'emplacement des trésors incas, il fut torturé, et en serait ressorti avec d'énormes brûlures.

## Mort
Après la mort d'Atahualpa, il aurait été transféré à Cuzco où Topa Hualpa a été nommé empereur par les Espagnols[réf. nécessaire]. Quand Topa Hualpa fut empoisonné, les Espagnols accusèrent Chalcuchimac. Refusant de se faire baptiser, il aurait été brûlé vif.